# 1856 (numero)
Milleottocentocinquantasei (1856) è il numero naturale dopo il 1855 e prima del 1857.

## Proprietà matematiche
- È un numero pari.
- È un numero composto da 14 divisori: 1, 2, 4, 8, 16, 29, 32, 58, 64, 116, 232, 464, 928, 1856. Poiché la somma dei suoi divisori (escluso il numero stesso) è 1954 > 1856, è un numero abbondante.
- È un numero palindromo e un numero ondulante nel sistema posizionale a base 13 (ACA).
- È esprimibile in un solo modo come somma di due quadrati: 1856 = 1600 + 256 = 402 + 162.
- È un numero semiperfetto in quanto pari alla somma di alcuni (o tutti) i suoi divisori.
- È un numero pratico.
- È un numero di Ulam.
- È un numero congruente.
- È un numero malvagio.

- È parte delle terne pitagoriche (183, 1856, 1865), (1170, 1856, 2194), (1280, 1344, 1856), (1392, 1856, 2320), (1856, 3108, 3620), (1856, 3480, 3944), (1856, 6600, 6856), (1856, 7308, 7540), (1856, 13392, 13520), (1856, 14790, 14906), (1856, 26880, 26944), (1856, 29667, 29725), (1856, 53808, 53840), (1856, 107640, 107656), (1856, 215292, 215300), (1856, 430590, 430594), (1856, 861183, 861185).

## Astronomia
- 1856 Růžena è un asteroide della fascia principale del sistema solare.

## Astronautica
- Cosmos 1856 è un satellite artificiale russo.